# 臨月
臨月（りんげつ）とは、 在胎週数36週0日から39週6日の時期を指す一般的用語。うみづき。産科領域で用いられる正期産に当たる在胎週数37週0日から41週6日の時期とは異なる。また、在胎週数36週0日から36週6日の時期は臨月であっても正産期では無いので、早産と言われる。
在胎週数とは、性周期が一定していて、28日前後である場合、妊娠前の最後の月経開始日から数えた週数のことであり、便宜上の妊娠期間の目安として用いられている。分娩予定日とは、在胎40週0日のことであるが、日本の場合、2006年現在では、出産の時期により流産（在胎21週6日まで）、早産（在胎22週0日-36週6日）、正期産（在胎37週0日-在胎41週6日）、過期産（在胎42週以降）に分類しているが、一般に「妊娠何ヶ月」と表現するとき、この「月」は「数え月」で表現されるため、いわゆる数えの妊娠10ヶ月のことを、出産の予定の月という意味で「臨月」と呼んでいる。